# Wytiwka
Wytiwka (ukr. Витівка) – wieś na Ukrainie, w obwodzie połtawskim, w rejonie połtawskim, w hromadzie Połtawa. W 2001 liczyła 174 mieszkańców.